# Confraria de la Bóta de Sant Ferriol

Escut de la Confraria de la Bóta de Sant Ferriol

La Venerable Confraria de la Bóta de Sant Ferriol és una institució creada per donar prestigi als vins de la Denominació d'Origen Empordà i a la gastronomia de l'Empordà. La seu oficial d'aquesta institució és al Castell de Peralada, mentre que la seu administrativa és a les oficines de la DO Empordà.

## Història
La Venerable Confraria de la Bóta de Sant Ferriol d'Empordà té com a origen històric remot els gremis de mercaders de vi que venien aquest producte en el mercat de la vila de Figueres gràcies a un privilegi reial de Jaume I el Conqueridor, concedit a la capital altempordanesa l'any 1267.
La Confraria es va fundar l'any 1981 i s'acordà posar-la sota l'advocació de Sant Ferriol, sant a qui s'atribueix el miracle de fer rajar bon vi d'un bocoi sense esgotar-se mai.

## Activitats
En trenta anys de vida les activitats de la Cofradia han estat moltes, principalment sessions de tast de vins, cursos de degustació i coneixement del vi, cicles de conferències de temes culturals relacionats amb el vi, publicacions diverses sobre el mateix tema, viatges culturals a zons vitícoles, etc. Són de destacar els actes d'agermanament realitzats amb altres confraries com la Confradia dels Vins de Cava de Sant Sadurní dels Vins de Cava Sant Sadurní, Concilium Vinorum Tarraconensium, Confradia del Bacallà, Confrerie du Cassoulet de Castelnaudary, Confradia de l'Arròs i la Taronja de Castelló i amb els Maitres Tasteurs du Roussillon.
Cada any la Confraria participa activament en la cerimònia d'obtenció del primer most de la comarca en el transcurs de la Festa de la Verema; de la mateixa manera, l'arrivada del vi novell a Figueres l'apadrina la Confraria.
Els principals actes protocol·laris que se celebren anualment són l'assemblea general, l'ofrena de primícies al sant, que té lloc el divendres anterior al 18 de setembre a la capella de Sant Ferriol de la col·legiata romànica de Santa Maria de Vilabertran i el capítol solemne d'investidures el darrer dissabte de novembre al Castell de Peralada.

## Membres
Són o han estat membres d'honor de la Confraria diverses personalitats polítiques i de la societat civil, com Jordi Pujol, expresident de la Generalitat de Catalunya. Els escriptors Manuel Ibáñez i Escofet, Luis Racionero, Lluís Bettònica, Llorenç Torrado, Narcís-Jordi Aragó, Maria Àngels Anglada, Montserrat Vayreda. El pintor Lluís Roura. El doctor Jordi Roch expresident mundial de JJ MM. Polítics com Miquel Roca i Junyent, Macià Alavedra, Ramon Sala i Jordi Mercader. Els enòlegs Ramon Viader i Juan José de Castro. El medallista olímpic Jonquières d'Oriola. El president del Museu Dalí, Ramon Boixadors. Actors com Jordi Estadella i Sergi Mateu, entre molts d'altres.